# John Sitaras

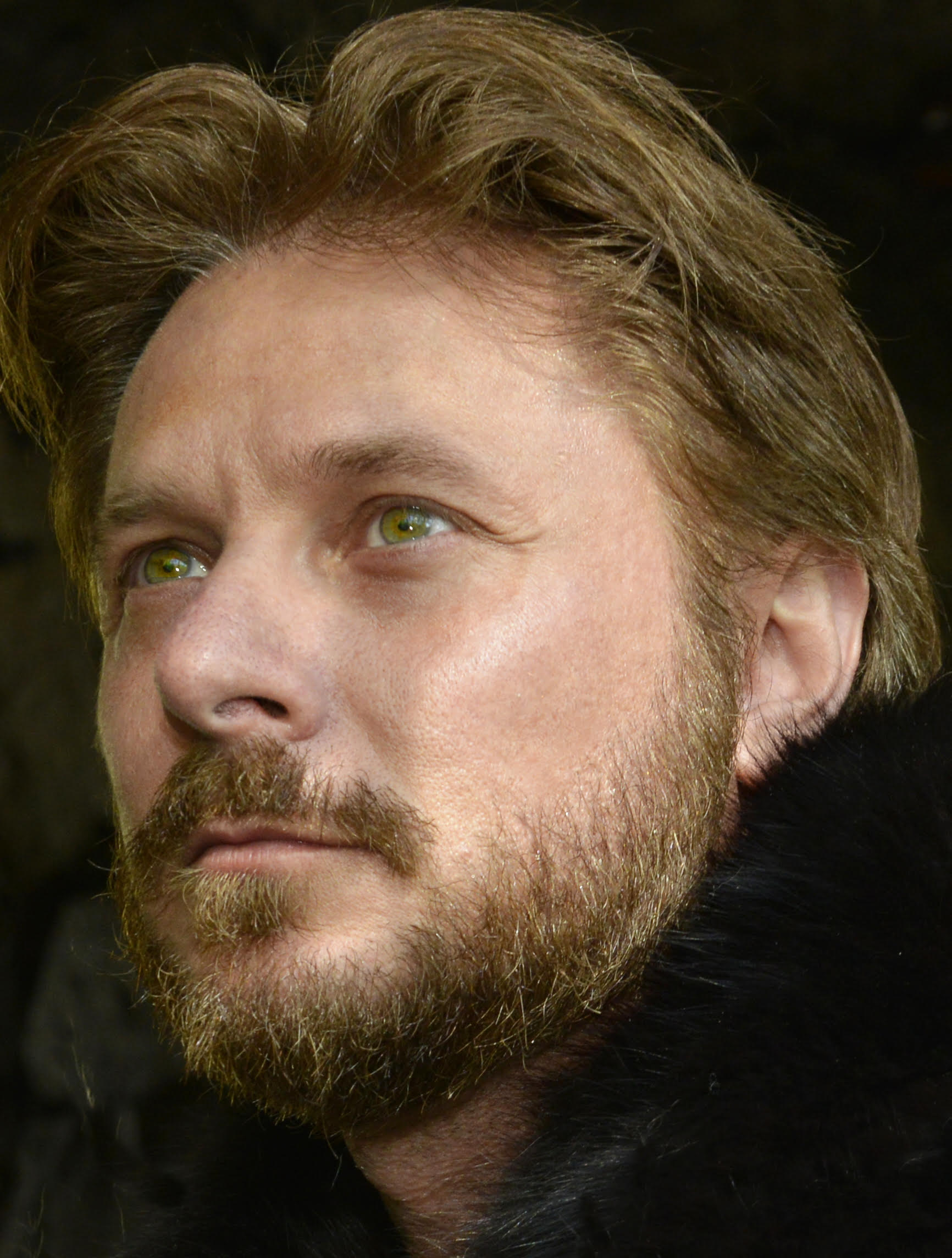
John Sitaras (2018)

John Sitaras (* 1972 in Chios, Griechenland) ist ein US-amerikanischer Fitnesstrainer griechischer Herkunft, der als Urheber der Sitaras-Methode und als Gründer von Sitaras Fitness in New York City bekannt geworden ist. Die von ihm entwickelte Methode setzt ein anfängliches umfangreiches Bewertungssystem voraus, das einer allgemeinen ärztlichen Untersuchung gleicht. So sollen individualisierte Übungen entworfen werden, die in Übereinstimmung mit der genetischen Veranlagung, dem Fitnesslevel, dem Gesundheitszustand und den persönlichen Zielen jedes Kunden stehen. Mit dem Fortschritt der Kunden wird die Bewertung regelmäßig wieder aufgenommen, um die Übungen neu zu beurteilen und die körperlichen Veränderungen der Kunden zu verfolgen. Sitaras ist der persönliche Trainer etlicher Prominenter aus verschiedenen Bereichen, wie z. B. des Wirtschaftsmagnaten George Soros, des Ökonomen und früheren Präsidenten der US-Notenbank Paul Volcker, des früheren Geschäftsführers von General Electric Jack Welch (der sich unter Sitaras Betreuung von Muskelatrophie erholte), des Musikproduzenten David Geffen oder des NASCAR Champions Jimmie Johnson (welcher der erste Rennfahrer war, der von Associated Press Athlete of the Year geehrt wurde und fünf aufeinanderfolgende Meisterschaften gewann).

## Die frühen Jahre
Sitaras wurde in Griechenland geboren. Seine Familie zog in die Vereinigten Staaten, als er drei Monate alt war. Sie ließen sich schließlich in Brooklyn nieder. Dort wuchs er in einer schwierigen Nachbarschaft auf, wo er Gewalttaten von Gangs miterlebte und am eigenen Leib erfuhr. Da er sich aufgrund seines schmalen Körperbaus schämte, begann er im Alter von 17 Jahren mit dem Bodybuilding, nahm innerhalb eines Jahres an Bodybuilding-Wettbewerben teil und wurde 1992 vierter in seinem ersten regionalen Wettkampf. Ungefähr zur selben Zeit schrieb er sich in das Brooklyn College ein, wo er vormedizinische Kurse belegte, einschließlich Psychologie und Ernährungslehre. 1993 brach er seine Ausbildung aus finanziellen Gründen ab, um sich aufs Bodybuilding zu konzentrieren.
Während er und sein bester Freund Boris Levitsky im Jahre 1995 vor einem Restaurant in Brooklyn zu Mittag aßen, wurden die beiden von einer örtlichen Gang angegriffen. Levitsky wurde getötet und Sitaras war daraufhin fünf Monate lang auf einen Rollstuhl angewiesen. Der Angriff beendete seine Bodybuilding-Karriere und führte zu einer tiefen Depression. Nach seiner Gesundung nahm Sitaras einige Zeit lang Gelegenheitsarbeiten an, wie z. B. Einparkservice, LKW-Fahrten und Schauspielerei, bevor er in den Fitnessbereich zurückkehrte und in Fitnessclubs arbeitete. Dort baute er seinen Kundenstamm und seinen Ruf auf. Er arbeitete außerdem mit der American Academy of Pain Medicine im Lenox Hill Krankenhaus zusammen, wo er 18 Monate lang Methoden zur Behandlung von akutem und chronischem Schmerz, Muskelkrämpfen sowie Pre-/Post-Rehabilitationsprotokolle lernte.

## Sitaras Fitness
In seiner frühen Karriere als Fitnesstrainer entwarf John Sitaras sein eigenes System. Als seine Anhängerschaft wuchs, verfolgte er den Plan, sein eigenes Fitnessstudio zu eröffnen. Sein Plan wurde von einigen namhaften Wall Street Kunden finanziert, die fast $1,5 Millionen investierten, und so wurde der Club Sitaras Fitness im November 2007 auf der Upper East Side in Manhattan eröffnet. Er wurde schnell zu einem Ort, der häufig von Prominenten aus verschiedenen Bereichen aufgesucht wurde, wie z. B. vom Wirtschaftsmagnaten George Soros, vom Ökonomen und früheren Präsidenten der US-Notenbank Paul Volcker, vom früheren Geschäftsleiter von General Electric Jack Welch, vom Musikproduzenten David Geffen oder vom NASCAR Champion Jimmie Johnson.
Abgesehen vom Fitnessprogramm wurde das Fitnessstudio für diese Mitglieder auch ein Ort um Kontakte zu knüpfen. Gleichzeitig wurde es notwendig, die Terminpläne anzupassen, so dass Mitglieder, die sich in der Geschäftswelt nicht vertragen, zu unterschiedlichen Zeiten trainieren. Sitaras erwähnte in einem Interview, dass er „Leute, die aus den falschen Gründen kommen“, wie z. B. um berühmten Künstlern nahe zu sein, sorgfältig aussortiert. Er fügte hinzu, dass nicht alle seine Kunden berühmt sind. Die wichtigste Zugangsvoraussetzung ist ein hohes Maß an Motivation und der Wille, das Programm ernst zu nehmen.
Im Dezember 2008 kam es zu einem Aktionärsstreit, als im Zusammenhang mit dem Wirtschaftsabschwung drei der neun Vorstandsmitglieder wichtige Änderungen im Club vornehmen wollten, um Mitgliedschaften und Erträge zu erhöhen. Sie versuchten, Sitaras als Geschäftsführer abzusetzen, seine 53%ige Beteiligungsquote zu senken und das Fitnessstudio in einen Club für die breite Masse umzuwandeln. Die anderen Aktionäre standen auf Sitaras Seite, so dass die drei Kritiker ausgezahlt wurden. Die Mitgliederzahl des Fitnessstudios blieb auf 200 begrenzt (im März 2012 waren es 144 Mitglieder).

### Sitaras-Methode
Die Sitaras-Methode besteht aus einem anfänglichen umfangreichen Bewertungssystem (was zwischen 6 und 12 Sitzungen in Anspruch nehmen kann) zur Begutachtung von Flexibilität, kardiorespiratorischer Fitness, Kraft, Ausdauer und Körperfett. Sitaras berücksichtigt die spezifische Muskulatur des Kunden und isoliert Unterschiede zwischen der rechten und linken Seite des Körpers, zwischen verschiedenen Teilen jedes Muskels und den beiden wichtigsten Muskelfasertypen (diejenigen für Kraft und Ausdauer), um ein Training zu entwerfen, das auf die genetische Veranlagung, den Fitnesslevel, den Gesundheitszustand und die Ziele jedes Kunden zugeschnitten ist. Ein wichtiges Ziel besteht aus der Entwicklung von Muskelbalance, was die Grundlage für spezielle Ziele wie Ästhetik, Kraft und mehr Flexibilität ist, oder die Entwicklung einer stärkeren sportlichen Fähigkeit. Die Kunden verpflichten sich, mindestens zweimal pro Woche zu trainieren und werden einer Hintergrundüberprüfung unterzogen. Alle drei Monate wird die Muskelbewertung mit einer Reihe von Instrumenten wieder aufgenommen, einschließlich digitaler Waagen, Körperfett- und Flexibilitätslesegeräten und firmeneigener Fitnesssoftware, die dabei hilft, die Kraftsteigerungen der Kunden im Laufe der Zeit zu verfolgen. Auf der Muskelbewertung basierend, werden die Fitnessprogramme angepasst oder neu entworfen. Die Kunden können ebenfalls ihre detaillierten körperlichen Veränderungen verfolgen, was ihnen Motivation und Ansporn gibt.
Die Methode wird außerdem zur körperlichen Genesung angewandt. Unter den Leuten, die bekannterweise davon profitiert haben, ist Jack Welch. Er erwähnte, dass er wieder zu Kräften kommen konnte, nachdem er einer bakteriellen Infektion ausgesetzt war, die ihn 108 Tage lang ins Koma versetzt hatte und einen Teil seiner Arme und Beine verkümmern ließ.
Das Konzept dieser Methode basiert auf Sitaras erster Erfahrung als Fitnesstrainer, insbesondere in Bezug auf das Fehlen eines wissenschaftlichen Ansatzes in diesem Gebiet, denn dem gewöhnlichen Trainer steht nur empirisches Wissen des Körperzustandes seines Kunden zur Verfügung. Er befand es als notwendig, eine anfängliche Bewertung durchzuführen – ähnlich einer allgemeinen ärztlichen Untersuchung, die detaillierte Auswertungen bringt und anschließend die angemessene Behandlung bereitstellt. Des Weiteren fasste er eine Bewertung ins Auge, die auf Fitnessziele zugeschnitten ist, die detaillierte Einblicke geben kann und dem Trainer dabei hilft, den physischen Zustand seiner Kunden ausreichend zu analysieren. So kann der Einzelfall eines jeden Kunden besser nachvollzogen werden und man kann die benötigten Schritte ermitteln. Ort und Schweregrad der Schäden oder Entzündungen in Muskeln und Sehnen unterscheiden sich ebenfalls individuell, d. h. die benötigten Übungen sollten dementsprechend differenziert sein.
Sitaras entwickelte das System fünf Jahre lang, indem er Messwerte und Entwicklungen vor und nach den Übungen aufzeichnete, und untersuchte, wie man die Prinzipien und Grundlagen der Auswirkungen von Fitnesstraining ermittelt. Als er begann, diese Methode in die Tat umzusetzen, beschrieb er seinen Ansatz als von der Architektur inspiriert: Zunächst wird eine Grundlage geschaffen und danach plant man die Struktur gemäß der speziellen Ziele der Kunden (Gewichtsabnahme, Flexibilität, Kraft und Energie, Herz-Kreislauf-Gesundheit usw.). Die Methode, Intensität und Häufigkeit eines zugeschnittenen Fitnessprogramms wird basierend auf der Analyse von grundlegenden Faktoren wie Alter, Krankengeschichte und Fähigkeiten erstellt, mit Berücksichtigung von Anforderungen und Zielen.
John Sitaras erscheint regelmäßig im landesweiten Fernsehen, wo er die langfristigen Vorteile von Sport erklärt, indem er Beispiele anführt und Ratschläge gibt.

### Jimmie Johnson
Eine der Personen, die am häufigsten mit der Sitaras Methode in Verbindung gebracht wird, ist der NASCAR Sprint Cup Rennfahrer Jimmie Johnson. Die Zusammenarbeit mit John Sitaras begann im Dezember 2007, kurz nachdem Johnson zum Fahrer des Jahres 2007 ernannt wurde. Eine erste Beurteilung befand, dass eine Hälfte seines Körpers viel angespannter war als die andere, da sie sich an den Ausgleich der belastenden g-Kraft gewöhnt hatte. Dies entstand durch die Drehung zur linken Seite des Autos bei Fahrten auf der ovalen Rennstrecke. Sitaras kreierte ein spezielles Training, um Johnsons Kraft zu balancieren, erstellte ein Laufprogramm und betonte die Wichtigkeit einer angemessenen Ernährung. Innerhalb von zwei Jahren sank Johnsons Körperfettgehalt von 20 % auf 8 % (auch in der Änderung seiner Gesichtsform sichtbar), während sich seine Kraft und Ausdauer deutlich verbesserten.
Jimmie Johnson war der erste Rennfahrer, der von Associated Press Athlete of the Year (2009) ernannt wurde und der einzige Fahrer in NASCAR Geschichte, der fünf aufeinanderfolgende Meisterschaften gewann. Über seine Geschichte bezüglich seiner Zusammenarbeit mit Sitaras und die Bedeutung von Fitness und Ernährung für seine Karriere wurde in verschiedenen amerikanischen Medien berichtet. Er ermutigte außerdem das GAINSCO-Team, diese Methode anzuwenden.

### Internationale Partnerschaften
2012 unterzeichnete John Sitaras eine Partnerschaft mit dem südkoreanischen Luxushotel „The Shilla“ und gab bekannt, dass am 1. August 2013 das Shilla-Sitaras Fitnesscenter in Seoul eröffnet wird.

## Stiftungsarbeit
2008 nahm Sitaras Fitness als Geldgeber im Rahmen der Princess Grace Awards Gala in New York City teil. John Sitaras war außerdem ein besonderer Gastredner für die „Turn 2“-Stiftung, einer Wohltätigkeitsorganisation, die von Derek Jeter gegründet wurde. Sie verfolgt die Mission, Kindern und Teenagern dabei zu helfen, Drogen- und Alkoholsucht zu vermeiden, und diejenigen zu belohnen, die ausgezeichnete akademische Leistungen zeigen und einen gesunden Lebensstil annehmen. Aus Brooklyn stammend, trainierte er Kinder aus Brooklyn und der Bronx in der Disziplin körperlicher Fitness und verdeutlichte ihnen, wie lohnenswert es ist, seinen Traum zu verfolgen.
2012 war John Sitaras einer der primären Spendensammler für die American Cancer Society auf der „Over The Edge“ Veranstaltung, wo er sich von einem Wolkenkratzer abseilte.